# Bracon trucidator
Bracon trucidator är en stekelart som beskrevs av Marshall 1888. Bracon trucidator ingår i släktet Bracon och familjen bracksteklar. Arten är reproducerande i Sverige. Inga underarter finns listade.